# فیل بارلو
فیل بارلو (انگلیسی: Phil Barlow; ۱۹ دسامبر ۱۹۴۶ – دسامبر ۲۰۱۹ (aged 72)) بازیکن فوتبال اهل بریتانیا بود.
از باشگاه‌هایی که در آن بازی کرده‌است می‌توان به باشگاه فوتبال لینکولن سیتی، باشگاه فوتبال گایزلی، و باشگاه فوتبال برادفورد سیتی اشاره کرد.